# Compsobuthus abyssinicus
Espèce
Synonymes
- Buthus acutecarinatus abyssinicus Birula, 1903

Compsobuthus abyssinicus est une espèce de scorpions de la famille des Buthidae.

## Distribution
Cette espèce se rencontre en Éthiopie, à Djibouti et en Somalie,.

## Description
Compsobuthus abyssinicus mesure de 28 à 40 mm.

## Systématique et taxinomie
Cette espèce a été décrite sous le protonyme Buthus acutecarinatus abyssinicus par Birula en 1903. Elle est élevée au rang d'espèce et placée dans le genre Compsobuthus par Vachon en 1949.

## Étymologie
Son nom d'espèce lui a été donné en référence au lieu de sa découverte, l'Abyssinie.

## Publication originale
- Birula, 1903 : « Bemerkungen über einige neue oder wenig bekannte Scorpionenformen Nord-Afrikas. » Bulletin de l'Académie impériale des sciences de St-Pétersbourg, vol. 19, p. 105-113.